# Petrônio Figueiredo
Petrônio Ramos Figueiredo (Campina Grande, PB, 7 de junho de 1929 – Brasília, DF, 13 de setembro de 1975) foi um advogado e político brasileiro, outrora deputado federal pela Paraíba.

## Biografia
Filho de Argemiro de Figueiredo e Alzira Ramos de Figueiredo. Por influência paterna elegeu-se vereador em Campina Grande pela UDN em 1951 e no ano seguinte formou-se advogado pela Universidade Federal de Pernambuco. Procurador do Instituto de Previdência e Assistência dos Servidores do Estado (IPASE), foi três vezes candidato à Assembleia Legislativa da Paraíba, figurando como suplente pela UDN em 1954 e sendo eleito via PSP em 1958 e novamente amargou uma suplência em 1962 quando pertencia ao PTB.
Mediante a imposição do bipartidarismo por força do Ato Institucional Número Dois baixado pelo Regime Militar de 1964, ingressou no MDB sendo eleito deputado federal em 1966, 1970 e 1974, mas faleceu em Brasília no curso do mandato, ocasionando a efetivação de Arnaldo Lafayette em 24 de setembro de 1975.